# Dzień dobry, kocham cię!
Dzień dobry, kocham cię! – polska komedia romantyczna z 2014 roku w reżyserii Ryszarda Zatorskiego. 
Zdjęcia plenerowe: Warszawa, 6 lipca - 5 sierpnia 2014. Premiera filmu odbyła się 7 listopada 2014 roku.

## Fabuła
Szymon Kosowski (Aleksy Komorowski), przystojny i wysportowany lekarz jednej z prywatnych warszawskich klinik, który jest obiektem westchnień wśród pacjentek i żeńskiej części personelu, szczególnie pielęgniarki Pati, podczas powrotu rowerem do domu zauważa piękną i dowcipną pracownicę korporacji i miłośniczkę rolek – Basię (Barbara Kurdej-Szatan), przez co wpada do jednej z miejskich fontann. Wkrótce oboje zakochują się w sobie od pierwszego wejrzenia. Niestety, seria pechowych zbiegów okoliczności powoduje utratę kontaktu między nimi. Od tej pory robią wszystko, by się wzajemnie odnaleźć. Tymczasem Basia wpada w oko playboyowi, synowi bogatych rodziców, koledze z podstawówki - Leonowi Glecowi (Łukasz Garlicki), który dostał ultimatum od rodziców: albo się szybko ożeni, albo zostanie wydziedziczony.

## Obsada
- Barbara Kurdej-Szatan − Basia
- Aleksy Komorowski − Szymon Kosowski
- Olga Bołądź − Paula
- Paweł Domagała − Lucek
- Łukasz Garlicki − Leon Gec
- Maciej Musiał − Iwo
- Weronika Książkiewicz − Pati
- Anna Dereszowska − Tamara
- Marian Dziędziel −  Władysław Glec, ojciec Leona
- Dorota Pomykała −  Zofia Glec, matka Leona
- Krystyna Mazurówna −  babcia Pauli
- Jacek Fedorowicz −  dziadek Pauli
- Monika Mariotti −  okularnica

i inni.

## Muzyka
Piosenkę tytułową zaśpiewała odtwórczyni głównej roli – Barbara Kurdej-Szatan wraz z polskim raperem Liberem, wykonując cover piosenki zespołu Strachy na Lachy „Dzień dobry, kocham cię!”.